# Драбинівська сільська рада
Драбинівська сільська рада — колишній орган місцевого самоврядування у Новосанжарському районі Полтавської області з центром у c. Драбинівка.

## Населені пункти
Сільраді були підпорядковані населені пункти:
- c. Драбинівка
- с. Веселка
- с. Вовківка
- с. Довга Пустош